# 丹地我們男孩足球會
鄧迪我們男孩足球俱樂部（英語：Dundee Our Boys Football Club）是一個位於蘇格蘭鄧迪的足球俱樂部。
歷史
俱樂部創立於1877年，正式名稱為「鄧迪我們男孩 Our Boys (Dundee)」。他們首次參加蘇格蘭盃是在1878–79賽季，在第一輪以0比3敗給阿布羅斯（Arbroath）。有些紀錄顯示他們前一季就曾與South Western交手，但實際上那是一支位於格拉斯哥、名稱相同的球隊。 接下來兩季他們也都在第一輪出局：1879–80賽季再次以1比5輸給阿布羅斯，1880–81賽季則以1比2輸給卡蘭德的Rob Roy。
1881–82賽季，Our Boys 首度闖入第四輪，他們先後以2比1擊敗阿布羅斯、5比3擊敗鄧迪哈普（Dundee Harp），再以4比1擊敗同樣來自鄧迪的Strathmore。但在第四輪客場比賽以2比9大敗給基爾馬諾克（Kilmarnock）。隔年（1882–83）他們先以2比1擊敗Dundee Hibernian，再以5比3勝Balgay，第三輪則以4比6不敵Vale of Teith。
1883–84賽季首輪與當地勁敵Dundee West End交手，在主場以3比2獲勝。第二輪主場以2比0擊敗阿布羅斯的Strathmore，第三輪對上鄧迪的Strathmore，先作客踢成2比2平手，再於主場以5比1勝出晉級第四輪。不過第四輪他們作客以0比11慘敗於Pollokshields Athletic。
1884–85賽季第一輪再次對上阿布羅斯的Strathmore，Our Boys 作客以4比1獲勝。第二輪以8比1大勝Dundee West End，第三輪以5比1擊敗鄧迪的Strathmore，第四輪主場與West Benhar踢成2比2平手，但重賽以3比8敗北。 1885年，Our Boys有部分成員出走，另組Dundee Wanderers隊。
1885–86賽季首輪作客以8比2大勝Coupar Angus，但第二輪作客以1比4敗給Dundee Harp，止步該年賽事。 隔年更為失望，首輪在主場以2比5敗給Forfar Athletic。
1887–88賽季首輪作客以9比4擊敗名為阿伯丁（Aberdeen）的球隊，接著主場以5比3勝Montrose，第三輪作客以5比0勝Fair City Athletic。第四輪輪空，第五輪主場以4比2勝Albion Rovers，晉級八強。最終以0比6敗給晉級決賽的Cambuslang隊。
下一賽季（1888–89），首輪主場以5比4險勝同市勁敵Dundee East End，第二輪主場以4比2勝Lochee United，第三輪以2比1勝Dundee Harp，第四輪則作客以1比11慘敗於Abercorn。 1889–90賽季首輪主場以6比3勝Strathmore，次輪作客以6比5擊敗Dundee Harp，第三輪主場以2比3敗給同市球隊East End。 不過他們贏得該季的Forfarshire Cup，並在隔年成功衛冕。
1890年蘇格蘭足球聯賽（Scottish Football League）成立，1890–91賽季的蘇格蘭盃首次開放聯賽與非聯賽球隊同場競技。Our Boys首輪擊敗同為非聯賽球隊的Forfar Athletic，第二輪輪空，第三輪以4比0大勝Dundee East End。第四輪迎來首場也是唯一一場對聯賽球隊的正式賽事，在主場以1比3不敵塞爾迪克隊（Celtic）。 該場比賽吸引了6,000人到場觀戰，創下Our Boys隊史最多觀眾紀錄。
1891年，球隊加入Northern League，並與同市球隊East End共享首屆聯賽冠軍。1891–92賽季蘇格蘭盃外圍賽首輪與Dundee Harp踢成4比4平手，重賽以0比2落敗。 1892–93賽季外圍賽首輪擊敗Lochee United，第二輪輪空，第三輪經重賽後不敵Dunblane。
與East End合併
1893年6月，Our Boys提出與East End合併的提議，雙方各選六名成員組成委員會以創立新球隊。 委員會於1893年6月23日首次在鄧迪的Mathers’ Hotel召開會議，East End的J. Petrie被任命為主席。兩隊的最後一場比賽於六天後舉行，作為為兩隊一位已故成員的遺孀與家人所舉辦的慈善賽，在Dundee Harp球場進行。
球衣顏色
球隊起初穿著紅黑條紋球衣與白色短褲，1882年球衣改為深藍色，1886年短褲也改為深藍色， 1887年起球衣改為較淺的藍色。
主場球場
Our Boys 自1882年起一直在West Craigie Park比賽，直到1893年與East End合併。 新成立的鄧迪隊最初繼續使用West Craigie Park，後於1893–94賽季中期遷至East End原本的主場Carolina Port。
榮譽紀錄
- 北部聯賽冠軍 (Northern League）：1891–92年
- 福法郡盃（Forfarshire Cup）：1889–90、1890–91年
- 伯恩斯慈善盃（Burns Charity Cup）：1890–91年